# Populous: The Beginning
Populous: The Beginning ist ein Echtzeit-Strategiespiel, das von Bullfrog Productions entwickelt und von Electronic Arts am 5. Dezember 1998 für Microsoft Windows herausgegeben wurde. Mit Populous - The Beginning: Unentdeckte Welten erschien am ersten April 1999 eine Erweiterung. Eine Portierung für die PlayStation erschien am 2. April 1999. Es ist der dritte und letzte Teil innerhalb der Populous-Computerspielreihe und der Nachfolger zu Populous II – Trials of the Olympian Gods.

## Entwicklung
Die Vorstellung, wie ein dritter Teil der Populous-Serie aussehen sollte, stand schon früh fest. Erst die Verfügbarkeit von 3D-Beschleunigern machte die Umsetzung jedoch möglich. Den Entwicklern war es wichtig, dem Spieler ein Raumgefühl zu vermitteln. Das Spiel verzögerte sich, da die Entwickler noch die Langzeitmotivation verbessern wollten. So sollten gegnerische Stammesführer auch unterschiedliche Strategien einsetzen. In der Konsolenfassung musste die Auflösung reduziert werden. Auf eine Mausunterstützung wurde bewusst verzichtet, da nicht ausreichend Tasten vorhanden waren. Dafür wurde Sprachausgabe eingebaut, die in der PC-Fassung fehlt. Serienschöpfer Peter Molyneux war nicht an der Umsetzung beteiligt, jedoch der Rest der Belegschaft, der bereits an den Vorgängern gearbeitet hatte.

## Spielprinzip
Der Untertitel The Beginning spielt darauf an, dass der Spieler im Vergleich zu dem Vorgänger keine göttliche Persönlichkeit darstellt, sondern den Schamanen des Stammes, der zum Gott aufsteigen soll. Die Steuerung der Dorfbewohner ist direkter als noch in den vorherigen Teilen der Serie. Mit Zaubersprüchen können Erdbeben, Wirbelstürmen oder Vulkane heraufbeschworen oder der Schamane unsichtbar gemacht werden, um hinter feindlichen Linien für Schäden zu sorgen. Das Dorf besteht aus Arbeitern, die Gebäude errichten und Mana erzeugen, sowie Priestern, die Feinde konvertieren können, und Kämpfern. Das Spielfeld ist eine Weltkugel mit Kontinenten. Landmassen können angehoben oder abgesenkt werden. Alternativ können Angriffe auch per Boot oder Ballon ausgeführt werden. Das Spiel endet darin, dass man als Gottheit in einem Karteneditor eigene Welten erschaffen kann und weshalb es auch in die Reihe der Göttersimulationen zu kategorisieren ist.

## Rezeption
Die wenigen Karten seien gut ausgetüftelt und laden zum Nachdenken ein. Auch wenn StarCraft das Genre bereits weiter perfektioniert habe, besäße Populous - The Beginning einen ganz eigenen Charakter. Durch wenige Einheitentypen und den Einsatz von Magie seien ganz neue Strategien möglich. Die einfache Steuerung erlaube komplexe Taktiken. Das Spielprinzip mit seiner Mischung aus Siedeln, Kämpfen und Zaubern habe an Flair nicht verloren und besteche durch gute Grafik.
Die Portierung für Konsole sei technisch und von der Spielidee nicht mehr erstklassig. Im Vergleich zu Command & Conquer oder KKND wirke es überholt. Trotz aller Mankos fessele es jedoch. Es sei auch sehr leicht zugänglich. Speicher- und Ladevorgänge dauern lange.
Auch Jahrzehnte später erfreut sich Populous: The Beginning gewisser Beliebtheit. Dabei wird auf den Fan-Patch Populous: Reincarnated zurückgegriffen, der eine moderne Mehrspieler-Lobby nachrüstet und Matchmaking erlaubt.